# Купанус
Купанус (Pseudosphromenus cupanus) — вид маленьких лабіринтових риб з родини осфронемових (Osphronemidae), підродина макроподових (Macropodusinae).
Він вперше був описаний Кюв'є у 1831 році як Polyacanthus cupanus Cuvier & Valenciennes, 1831.
Видова назва cupanus походить від річки Арьянкупам (варіанти написання: Ariyankuppam, Ariancoupam, Arian Coopam, Arian Coupan) в області Пудучеррі, де ця риба вперше була виявлена.
Раніше вид був також відомий як Macropodus cupanus.

## Поширення
Вид поширений на Корамандельському (Тамілнад, Пудучеррі) та Малабарському (Керала, Карнатака) узбережжях Індії, а також на північному заході Шрі-Ланки. На Малабарському узбережжі зустрічається від Гоа до південного краю Індійського півострова.
У науковій та акваріумній літературі можна зустріти інформацію, що P. cupanus зустрічається також у Пакистані, Бангладеш, М'янмі, Малайзії, Індонезії (Суматра), навіть у В'єтнамі, але вона є помилковою.
Населяє лише низинні райони. Водиться в невеличких прісних і солонуватих водоймах, розташованих поблизу морського узбережжя, які нерідко перебувають у зоні дії припливів. Це можуть бути ставки, річки, водно-болотні угіддя, навіть канави, калюжі, дренажні канали на рисових полях, периферійні частини лиманів. Зазвичай зустрічається в стоячих або із млявою течією водах, тримається в місцях з густою рослинністю і плавучими рослинами в прибережній зоні. Зміна сухих і вологих сезонів обумовлює суттєві коливання рівня води в місцевих водоймах і відповідно значні зміни їх площі.
Показники води: pH в межах 6,5-7,8; температура 24-27 °C.
Це дуже поширений в Індії вид. З огляду на його широке розповсюдження, толерантність до широкого діапазону середовищ існування, достатньо чисельну й стабільну популяцію його стан оцінюється як такий, що викликає найменше занепокоєння. Потенційні загрози існуванню Pseudosphromenus cupanus включають знищення та погіршення їх природного середовища в низинних районах через забруднення твердими та рідкими відходами, видобуток піску та риболовлі з використанням динаміту, а в деяких місцях надмірний вилов для торгівлі акваріумними рибами.
Вид витривалий. Риби можуть сильно збуджуватись і вистрибувати із води, вони роблять це частіше за інших лабіринтових риб. Харчуються комахами, зоопланктоном, личинками комарів.

## Опис
Pseudosphromenus cupanus — дуже характерний вид, і навряд чи його можна сплутати з будь-яким іншим видом осфронемових. Це дрібні риби довжиною близько 60 мм, максимальна ж їх загальна довжина становить 75 мм. Велика частина цього розміру припадає на довгий і загострений на кінці хвостовий плавець.
Купануси мають видовжене, стиснуте з боків, помірно міцне тіло. Рот маленький і здатний висуватися. На піднебінні зубів немає. Відносно довгі, але низькі спинний і анальний плавці трохи видовжені на кінцях, у хвостовому плавці центральні промені подовжені у вигляді шпички. Перший м'який промінь черевних плавців подовжений. Формула плавців: D XIII-XIV/6; A XVII-XIX/10-11; P 10-12; C 13.
Бічна лінія переривається. Луски ктеноїдні. У бічній лінії 27-31 луска, 10-12 вертикальних рядів лусок.
Як і інші лабіринтові риби (підряд Anabantoidei), купанус має додатковий орган дихання (лабіринтовий апарат), який дозволяє йому виживати у різноманітних екосистемах внутрішніх вод. Щоб наповнити лабіринт атмосферним повітрям, риби періодично ковтають його з поверхні. Купанус це робить не так часто, як більшість інших лабіринтових риб.
Забарвлення мінливе. Воно майже однотонне сіро-коричневе із зеленкуватим лиском та слабкою темною поздовжньою смужкою. На корені хвостового плавця присутня нечітка чорна пляма. Плавці світлі, блакитно-сірі; спинний, анальний і хвостовий мають блакитну облямівку; черевні оранжеві, грудні безбарвні. Рогівка очей червона.
Популяції зі східного та західного узбережжя Індії, а також із Шрі-Ланки відрізняються за формою та забарвленням.
Самки дрібніші, товщі й блідіші за самців, мають коротші плавці. В нерестовий період самка стає оксамитово-чорною, а самець жовтогарячим з кармінно-червоними плавцями з яскравою блакитною облямівкою.

## Розмноження
Лабіринтові риби добре відомі своєю дуже цікавою репродуктивною поведінкою, яка включає будівництво гнізда з піни та батьківське піклування.
Самці купанусів будують гнізда з бульбашок повітря. Початок будівництва гнізда є показником готовності самця до нересту. Іншим індикатором є інтенсифікація його забарвлення. Готова до нересту самка має кругле черево. Крім того, про свою готовність нереститися вона «говорить» інтенсивним чорним забарвленням тіла.
При будівництві гнізда самець робить ковток повітря, а тоді випускає його у вигляді бульбашок, вкритих слизом. Бульбашки випускаються до поверхні води. Такі дії неодноразово повторюються, й численні бульбашки збираються разом, утворюючи плавуче гніздо з піни. Його розміри можуть коливатися від 6 до 13 см в перетині. Мордою самець перегруповує бульбашки, остаточно формуючи гніздо. Зазвичай воно буває прив'язане до плавучої рослинності. Якщо потрібного листка не знайдеться, самець вишукує інше місце для гнізда. Він може побудувати його в товщі води під листям, у гущавині рослин, серед коріння або навіть біля дна в печерці чи серед корчів.
Початок нересту завжди ініціюється самцем. Він підпливає до самки, починає кружляти навколо неї й переслідувати її. У той час, як самець виконує свій шлюбний танок, самка стоїть з опущеною головою й хитає своїм тілом. Наступним кроком самець веде самку до гнізда з бульбашок. Під гніздом риби зупиняються, і самець обіймає самку своїм тілом таким чином, що його голова та хвіст торкаються одне одного. Самка перевертається на 180 градусів й опиняється черевом догори. Пара залишається нерухомою в цій типовій для лабіринтових риб позі; риби повільно опускаються до дна. За 2-3 секунди викидається й запліднюється порція ікри, яка лягає на анальний плавець самця. Самець послаблює обійми, і самка відпливає. Згодом приходить до тями й самець.
На початку і в кінці нересту спостерігаються «псевдо-спаровування», коли риби обіймаються, але ікра не відкладається.
Ікринки в купанусів білуваті, тяжчі за воду, потихеньку падають до дна. Самець збирає ротом ікру й випльовує її у гніздо, самка допомагає йому. Самець весь час лишається хазяїном гнізда й відганяє від нього самку. Тому не завжди та може покласти ікринки на місце. У таких випадках самка просто випльовує ікринки в напрямку гнізда, а вже самець наводить там порядок. Бульбашки піни, вкриті спеціальним секретом, тримають ікру в гнізді.
Нерест зазвичай відбувається близько полудня і може тривати від 1 до 3 годин. Кожен окремий акт відкладання ікри триває приблизно 12-15 секунд. Інтервал між окремими обіймами коливається від 2 до 10 хвилин. Загальна кількість ікри, яку відкладає самка, знаходиться в межах 240—760 штук.
Коли вся ікра буде відкладена, самець перебирає на себе обов'язки догляду за гніздом та потомством. Личинки вилуплюються з ікри приблизно через 32 години після нересту. Самець охороняє гніздо, поки личинки не перетворяться на мальків і не почнуть вільно плавати. Це буває за 3-4 дні після появи личинок.
Були зафіксовані випадки, коли самець будує ще одне гніздо й переносить туди ікру.
Якщо готовий до нересту самець тривалий час не знаходить самки, він кидає свої гніздо, і те розпадається.

## Господарське значення
Для рибальства вид нецікавий, але його виловлюють в Індії для торгівлі акваріумними рибами.

## Утримання в акваріумі
Купанус є давнім мешканцем акваріумів, хоча зараз зустріти його можна лише зрідка. Вперше вид був завезений до Німеччини ще 1903 року.
З утриманням купанусів у неволі проблем не виникає. Це мирний вид, що добре підходить до спільного акваріума. Використовують середніх розмірів акваріуми довжиною 30-50 см, добре засаджені рослинами, включаючи й такі, що плавають на поверхні. Вид витривалий. Температура води в межах 25-28 °C, але нормально почуваються й за 18-20 °C та витримують тимчасове похолодання до 15 °C. До хімічного складу води також невибагливі.
Годують купанусів звичайними видами живих і сухих кормів, додатково дають рослинні корми.
Нерест парний. Після того, як риби відкладуть ікру, самку забирають з нерестовища, а самця залишають доглядати за гніздом поки мальки не попливуть. Спочатку малькам дають інфузорій, коловерток, перетертий яєчний жовток, згодом переходять на більші корми.